# 冨樫和久
冨樫 和久（とがし かずひさ、1951年8月30日 - ）は、日本の実業家。神奈川県出身。住友商事株式会社元特別顧問・代表取締役副社長執行役員。三井住友ファイナンス＆リース株式会社代表取締役会長。一般社団法人日本鉄鋼連盟元副会長。

## 人物
神奈川県出身。1975年3月、上智大学外国語学部卒業後、同年4月、住友商事株式会社に入社。入社以来、鉄鋼貿易の営業を担当。米・シカゴに8年間の駐在経験がある。同社理事、執行役員、常務執行役員、取締役専務執行役員金属事業部長等を経て、2013年4月、同社代表取締役副社長執行役員に就任。2015年4月、同社取締役社長付に就任。同年6月、同社特別顧問に就任。
また、一般社団法人日本鉄鋼連盟副会長を歴任。
2016年6月、三井住友ファイナンス＆リース株式会社代表取締役会長に就任。
2019年6月、三井住友ファイナンス＆リース株式会社代表取締役会長退任。

## 略歴
- 1975年3月、上智大学外国語学部卒業後、同年4月、住友商事株式会社入社
- 2003年4月、同社理事
- 2004年4月、上海住友商事会社社長兼南京事務所長
- 2006年4月、同社執行役員
- 2009年4月、同社常務執行役員
- 2011年4月、同社専務執行役員
- 2012年6月、同社取締役専務執行役員
- 2013年4月、同社代表取締役副社長執行役員
- 2015年4月、同社取締役社長付
- 2015年6月、同社特別顧問
- 2016年6月、三井住友ファイナンス＆リース株式会社代表取締役会長
- 2019年6月、同社代表取締役会長退任